# Grumman F8F Bearcat
Grumman F8F Bearcat var ett amerikanskt hangarfartygsbaserat jaktflygplan konstruerat av Grumman under andra världskriget. Den togs i tjänst för sent för att användas under andra världskriget och fick i stället sitt elddop i Indokinakriget. En kraftigt modifierad Bearcat kallad Rare Bear innehar hastighetsrekordet för kolvmotordrivna flygplan med 850 km/h.

## Utveckling
I juli 1943 föreslog Leroy Grumman att man skulle utveckla ett jaktflygplan som var lika litet och lätt som F4F Wildcat, för att kunna användas även på små hangarfartyg, och med lika bra eller bättre prestanda som F6F Hellcat. Förslaget väckte genast flottans intresse eftersom man förväntade sig att Japan snart kunde introducera en ny modell av Mitsubishi A6M Zero som var överlägsen både Hellcat och Vought F4U Corsair. Grummans chefsingenjör William Schwendler skred till verket genom att utgå från Hellcats motor Pratt & Whitney R-2800 och bygga en så liten och lätt flygkropp som möjligt bakom den. Man hämtade inspiration från tävlingsflygplanet Gee Bee R-1 som satte hastighetsrekord 1932, delvis för att flygplanets konstruktör Robert Hall nu arbetade för Grumman. Enligt vissa källor är Bearcat även baserad på en Focke-Wulf Fw 190 som erövrats av Storbritannien i slutet av 1942 och som provflögs av amerikanska testpiloter under våren 1943.
I november 1943 beställde flottan två prototyper och den första av dem premiärflög 21 augusti 1944. Konstruktionen godkändes av flottan och 6 oktober 1944 lade man en beställning på 2 032 stycken, något som efter krigsslutet skars ner till 770 stycken. År 1948 lanserade Grumman en uppgraderad modell kallad F8F-2 med 20 mm automatkanoner, större stabilisator och kraftigare motor.

## Användning

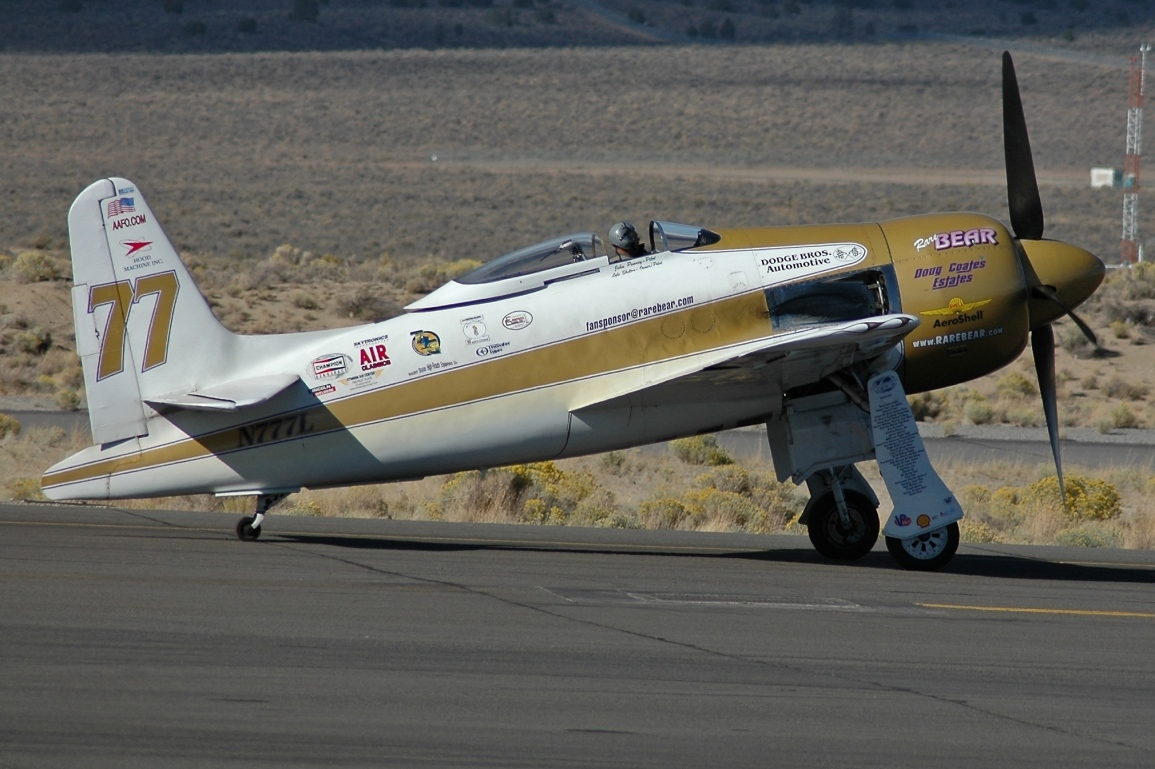
Världsrekordhållaren Rare Bear.

Bearcats började levereras i februari 1945 och den togs i tjänst i maj samma år. Den kom dock aldrig att sättas in i strid. Divisionen VF-19 var den första att utrustas med Bearcats och den var på väg mot Japan ombord på lätta hangarfartyget USS Langley när Japan kapitulerade den 15 augusti 1945. Efter kriget kom totalt 24 divisioner att utrustas med Bearcats. Överflödiga flygplan såldes till Frankrikes och Thailands flygvapen. De franska flygplanen sattes in mot Vietminh under Indokinakriget och överläts till Republiken Vietnams flygvapen efter Genèvekonferensen. De amerikanska piloterna gillade Bearcat trots dess nackdelar. Den var snabbare än Hellcat och kunde stiga snabbare än både Hellcat och Corsair. Den hade dock ingen chans mot jetflygplan som Lockheed P-80 Shooting Star och blev därför något av ett provisorium i väntan på Grumman F9F Panther och McDonnell F2H Banshee. USA:s flotta tog sina sista Bearcats ur tjänst 1952, men Thailands flygvapen behöll sina Bearcats till 1963 då de ersattes av North American F-86 Sabres.
Många Bearcats har också sålts som militärt överskott på den civila marknaden och är populära tävlingsflygplan. En Bearcat som renoverats av Lyle Shelton och utrustats med en Wright R-3350 Duplex-Cyclone-motor på över 4 000 hästkrafter satte i augusti 1989 hastighetsrekord för kolvmotordrivna flygplan med 850,2 km/h (528,3 mph). Samtidigt satte den även stigningsrekord genom att stiga till 3 000 meter på 91,9 sekunder (32,644 m/s) och slog därmed rekordet från 1946 på 94 sekunder, också det satt av en Bearcat.

## Konstruktion
F8F Bearcat är ett lågvingat flygplan helt tillverkat i metall. Storleken är nästan samma som F4F Wildcat, men den väger 600 kg mer. Motorn är samma Pratt & Whitney R-2800 som sitter i den betydligt större F6F Hellcat. Den fick därmed störst kraft/vikt-förhållande av alla enmotoriga kolvmotordrivna flygplan. Kombinationen litet flygplan med stor motor kom att ge den smeknamnen ”Grummans Hot Rod” och ”Motor med sadel”. Kombinationen gav också flygplanet dålig stabilitet i både sidled och höjdled, något som delvis åtgärdades i den förbättrade versionen F8F-2.
Vingarna var vikbara för att ta mindre plats, men de hade också en unik egenskap. De var konstruerade med en avsiktligt svag punkt som gjorde att vingspetsarna lossnade om vingarna överbelastades. Det gjorde att vingkonstruktionen kunde göras mer än 100 kg lättare och flygplanet kunde fortfarande flygas utan vingspetsar även om maxhöjd och landningshastighet påverkades negativt. För att båda vingspetsarna skulle lossna samtidigt fanns även ett reservsystem med sprängbultar som skulle spränga bort den andra vingspetsen ifall den första lossnade. Systemet visade sig inte vara helt tillförlitligt; minst två flygplan gick förlorade vid upptagning från dykning därför att bara den ena vingspetsen lossnade och en mekaniker dödades när sprängbultarna av okänd anledning utlöstes i ett parkerat flygplan. I den förbättrade versionen F8F-2 var därför vingspetsarna förstärkta för att tåla samma belastning som resten av vingen.

### Beväpning
Huvudbeväpningen var från början fyra stycken 12,7 mm Browning-kulsprutor, två i varje vinge. Järmfört med andra amerikanska jaktflygplan från samma tid som vanligen hade sex kulsprutor betraktades Bearcats beväpning därför som något klen. Senare versioner fick därför 20 mm automatkanoner i stället. För attackuppdrag kunde Bearcat bära en bomblast om två stycken 454 kg (1 000 lb) bomber eller fyra stycken HVAR-raketer.

## Varianter
- XF8F-1 – Prototyp med R-2800-22-motor. 2 byggda.
- F8F-1 – Första produktionsserien med R-2800-34-motor. 769 byggda.
- F8F-1B – F8F-1 med 20 mm automatkanoner. 226 byggda.
- F8F-1N – Nattjaktflygplan med radarn AN/APG-19 i en kapsel under vingen. 15 ombyggda från F8F-1.
- F8F-2 – Andra produktionsserien med R-2800-30-motor, 20 mm automatkanoner och större stjärtfena. 365 byggda.
- F8F-2N – Nattjaktflygplan med samma förbättringar som F8F-2. 12 byggda.
- F8F-2P – Fotospaningsversion med två av automatkanonerna ersatta av kameror. 60 byggda.

## Liknande flygplan
- Grumman F4F Wildcat
- Grumman F6F Hellcat
- Hawker Sea Fury